# Mexicaanse gouverneursverkiezingen 2006

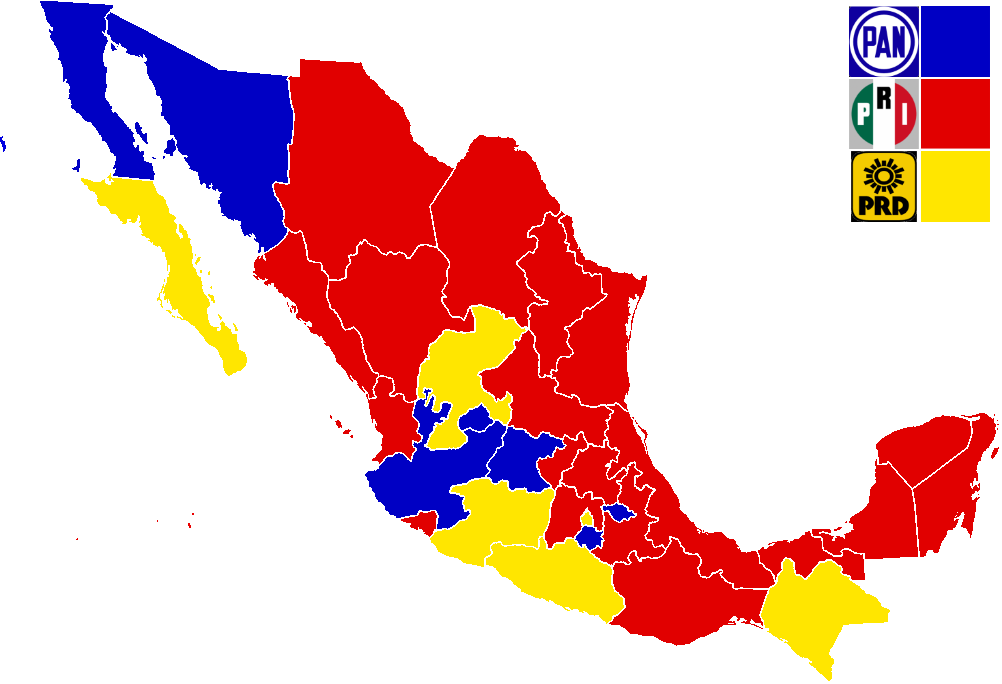
Politieke achtergrond van de huidige gouverneurs

In verschillende Mexicaanse staten werden in 2006 gouverneursverkiezingen gehouden:

## Guanajuato,JaliscoenMorelos
In Guanajuato, Jalisco en Morelos vonden op 2 juli gouverneursverkiezingen plaats, tegelijkertijd met de algemene verkiezingen. In Guanajuato won Juan Manuel Oliva Ramírez, in Morelos Marco Antonio Adame en in Jalisco Emilio González Márquez. Alle drie de winnaars zijn afkomstig van de Nationale Actiepartij (PAN) en werden van tevoren verwacht als winnaar.

## Chiapas
In Chiapas vonden op 20 augustus gouverneursverkiezingen plaats. De verkiezingen zorgden van tevoren al voor controverse nadat de kandidaten Francisco Rojas Toledo van de PAN en Emilio Zebadúa van de Nieuwe Alliantie op 10 augustus aankondigden zich terug te willen trekken uit de race, en hun partijen aan te sluiten bij de Alliantie voor Chiapas, een coalitie van de Institutioneel Revolutionaire Partij (PRI) en de Groene Ecologische Partij van Mexico (PVEM), met José Antonio Aguilar Bodegas als kandidaat. Zij wilden hiermee voorkomen dat Juan José Sabines Guerrero van de Alliantie voor het Welzijn van Allen, bestaande uit de Partij van de Democratische Revolutie (PRD) en twee kleinere partijen zou gaan winnen. De Mexicaanse kieswet verbiedt echter kandidaten zich zo kort voor de verkiezingen terug te trekken uit de race. Rojas Toledo en Zebadúa waren formeel nog steeds kandidaten, maar riepen hun achterban op op Aguilar Bodegas te stemmen. Tevens beschuldigden zij de huidige gouverneur Pablo Salazar (partijloos) een 'staatsverkiezing' (elección de estado) te houden, aangezien hij de kandidatuur van Sabines Guerrero gesteund zou hebben, hoewel volgens de Mexicaanse kieswet niet toegestaan is voor zittende politici om kandidaten te steunen. Dit alles had te maken met de presidentsverkiezingen van een maand eerder, die het Mexicaanse politieke landschap sterk heeft gepolariseerd (zie het desbetreffende artikel voor meer informatie).
De voorlopige uitslagen van de verkiezing geven een verschil aan dat nog kleiner is dan dat bij de presidentsverkiezingen, namelijk 0,22% verschil voorsprong voor Sabinas Guerrero met 95% van de stemmen geteld. Maar liefst 5% van de stemmen was ongeldig verklaard. Beide leidende kandidaten beschuldigen de ander ervan verkiezingsfraude te hebben gepleegd. In de officiële uitslag werd de Sabines definitief tot winnaar uitgeroepen. De PAN legde zich hierbij neer, maar de PRI kondigde aan de uitslag aan te zullen vechten.

## Tabasco
In Tabasco vonden op 15 oktober gouverneursverkiezingen plaats. Deze werden gewonnen door Andrés Rafael Granier van de PRI met 53% van de stemmen, tegen César Raúl Ojeda van de PRD met 43% van de stemmen. Deze verkiezingen werden gezien als een belangrijke graadmeter voor de populariteit van Andrés Manuel López Obrador, de PRD-kandidaat die op 2 juli de presidentsverkiezingen verloor, maar zich beklaagde over fraude en een tegenregering vormde. Tabasco is immers López Obradors thuisstaat, en hij kondigde dan ook aan dat 'onze tegenstanders ons uit zullen lachen' als zijn partij niet in zijn thuisstaat zou kunnen winnen. De verkiezingen werden ontkleurd door verschillende gewelddadigheden in de dagen voorafgaand aan de verkiezing, die uitbraken nadat zes lokale PRD-kandidaten werden gearresteerd en vastgezet. Op verschillende plaatsen braken er vechtpartijen uit tussen aanhangers van Ojeda en van Granier.